# 魯崇志
魯崇志（1418年—1483年），字懋功，浙江天台縣人，明朝政治人物，進士出身。

## 生平
都御史魯穆子。浙江鄉試第十七名。景泰五年（1454年）參加甲戌科會試第六十二名，殿試登進士第二甲第八十名。授吏科给事中，弹劾不避权要。天顺中，升南京太仆寺少卿。成化中任应天府尹，廉洁刚直，有乃父风范。

## 家族
曾祖父魯谷寶、祖父魯友敬，贈監察御史。父亲魯穆，曾任右僉都御史。